# رافلز سيتي (هانغتشو)
رافلز سيتي هانغتشو (بالإنجليزية: Raffles City Hangzhou)‏ مركز تجاري متعدد الاستخدام يقع في قلب مدينة هانغتشو في الصين. وهو مركز حضري مستدام للمعيشة والعمل والترفيه يتألف من مكاتب، وفنادق، ومركز تسوق. يبلغ طول البرجين 256 مترًا وبعتبر سادس مبنى باسم رافلز سيتي بعد الموجود في سنغافورة، شنغهاي، بكين، تشنغدو والبحرين المملوكة جميعها لمجموعة CapitaLand السنغافورية. تم افتتاح المركز عام 2017.